# 彭州法藏寺
彭州法藏寺位於四川省成都市彭州市，文物遺址年代判定為清代。2007年6月1日公佈為四川省第七批文物保護單位。